# Éva Székely
Éva Székely (Boedapest, 3 april 1927 – aldaar, 29 februari 2020) was een Hongaars zwemster. Ze nam deel aan drie Olympische Spelen en werd in 1952 olympisch kampioen op de 200 meter schoolslag. Bij de Spelen van Melbourne won ze de zilveren medaille op diezelfde afstand.

## Biografie
De joodse Székely zwom in 1941 al een Hongaars record, hoewel ze vanwege haar religieuze afkomst niet meteen toestemming kreeg om te starten. De vier jaren erna werd ze uitgesloten van deelname aan zwemwedstrijden. Ternauwernood overleefde ze, deels vanwege het feit dat ze een beroemde zwemster was, de holocaust. Székely nam deel aan de EK 1947. Ze won, op een seconde achter de Nederlandse Nel van Vliet, de zilveren medaille op de 200 meter schoolslag. Daarnaast werd ze zevende op de 400 meter vrije slag. Dit zou overigens ook gelijk haar enige deelname aan de Europese kampioenschappen zijn: in 1950 boycotte Hongarije de EK en in 1954 was Székely, die gehuwd was met Dezső Gyarmati, kort tevoren bevallen van haar dochter Andrea.
Székely nam deel aan drie Olympische Zomerspelen: Londen 1948, Helsinki 1952 en Melbourne 1956. Tot begin jaren vijftig was het toegestaan om de vlinderslag te gebruiken in schoolslagwedstrijden, iets wat de olympisch kampioenen destijds ook daadwerkelijk deden. In de jaren veertig zwom Székely voor het eerst de vlinderslag, waardoor ze de bijnaam "Madame Butterfly" kreeg. Ze werd in 1948 vierde en in 1952 olympisch kampioene op de 200 meter schoolslag met een variatie van de vlinderslag. In 1956 was enkel de klassieke schoolslag weer toegestaan en bij de Spelen van Melbourne won ze daarmee de zilveren medaille. Székely werd in 1976, net als haar ex-echtgenoot en haar dochter later, opgenomen in de International Swimming Hall of Fame. Ze was in 1953 de eerste wereldrecordhoudster op de 400 meter wisselslag en zwom 5 olympische records, 10 wereldrecords en 101 Hongaarse records bij elkaar. Daarnaast won ze 68 Hongaarse nationale kampioenschappen.